# Tchernobog
 (décembre 2024).
Si vous disposez d'ouvrages ou d'articles de référence ou si vous connaissez des sites web de qualité traitant du thème abordé ici, merci de compléter l'article en donnant les références utiles à sa vérifiabilité et en les liant à la section « Notes et références ».
En pratique : Quelles sources sont attendues ? Comment ajouter mes sources ?
Tchernobog (Crnobog, Czernobog, Černobog ou Zernebog) est le dieu de la nuit et de l'obscurité. Tchernobog est le dieu de la Lune de la mythologie slave, à l'opposé de Belobog, dieu du Soleil dans la même mythologie. Son nom signifie « Dieu noir » ou « Dieu des Ténèbres ».